# Liste der Biografien/Chav
Liste der Biografien |
Portal Biografien |
Personensuche
# |
A |
B |
C |
D |
E |
F |
G |
H |
I |
J |
K |
L |
M |
N |
O |
P |
Q |
R |
S |
T |
U |
V |
W |
X |
Y |
Z |
?
 
Ca |
Cb |
Cc |
Ce |
Ch |
Ci |
Cj |
Ck |
Cl |
Cm |
Cn |
Co |
Cr |
Cs |
Ct |
Cu |
Cv |
Cw |
Cy |
Cz
 
Cha |
Chb |
Che |
Chh |
Chi |
Chk |
Chl |
Chm |
Chn |
Cho |
Chr |
Cht |
Chu |
Chv |
Chw |
Chy
 
Chaa |
Chab |
Chac |
Chad |
Chae |
Chaf |
Chag |
Chah |
Chai |
Chaj |
Chak |
Chal |
Cham |
Chan |
Chao |
Chap |
Chaq |
Char |
Chas |
Chat |
Chau |
Chav |
Chaw |
Chay |
Chaz
Die Liste der Biografien führt alle Personen auf, die in der deutschsprachigen Wikipedia einen Artikel haben. Dieses ist eine Teilliste mit 158 Einträgen von Personen, deren Namen mit den Buchstaben „Chav“ beginnt.

## Chav

### Chava
- Chaval (1915–1968), französischer Zeichner und Karikaturist
- Chavalit Yongchaiyudh (* 1932), thailändischer Politiker
- Chavalliaud, Léon (1858–1919), französischer Bildhauer
- Chavan, Shankarrao (1920–2004), indischer Politiker
- Chavan, Yeshwantrao Balwantrao (1912–1984), indischer Politiker
- Chavanel, Sébastien (* 1981), französischer Radrennfahrer
- Chavanel, Sylvain (* 1979), französischer Radrennfahrer
- Chavanne, André (1916–1990), Schweizer Schriftsteller und Politiker (SP)
- Chavanne, Belén (* 1989), argentinische Filmschauspielerin und Model
- Chavanne, Irene von (1863–1938), österreichische Opernsängerin (Alt)
- Chavanne, Johannes Paul (* 1983), österreichischer Ordenspriester und Pressesprecher des Stiftes HeiligenkreuzJohannes Paul Chavanne (* 1983)

Johannes Paul Chavanne (* 1983)

- Chavanne, Josef (1846–1902), österreichischer Geograph, Meteorologe und Weltreisender
- Chavanne, Pascaline, belgische Kostümbildnerin
- Chavanne, Rudolf von (1850–1936), österreichischer General der Infanterie
- Chavannes, Alfred (1836–1894), Schweizer Landschaftsmaler der Düsseldorfer Schule
- Chavannes, Daniel-Alexandre (1765–1846), Schweizer evangelischer Geistlicher, Politiker und Naturforscher
- Chavannes, Édouard (1865–1918), französischer Sinologe
- Chavannes, Edouard-Louis (1805–1861), Schweizer Botaniker
- Chavannes, Jean-Baptiste († 1791), Soldat und Abolitionist
- Chavannes, Marc (1946–2024), niederländischer Journalistikprofessor an der Universität Groningen
- Chavara, Kuriakose Elias (1805–1871), indischer Karmelit, Ordensgründer und Generalvikar, Heiliger
- Chavarat Chanweerakul (* 1936), thailändischer Politiker
- Chavarín, Ricardo (* 1951), mexikanischer Fußballspieler
- Chávarri, Diego (* 1989), peruanisch-amerikanischer Fußballspieler
- Chavarría, Casiano (* 1901), bolivianischer Fußballspieler
- Chavarría, Daniel (1933–2018), uruguayischer Schriftsteller, Übersetzer und Dozent
- Chavarria, Gabriel (* 1989), US-amerikanischer Schauspieler
- Chavarria, Joslyn (* 1959), belizischer Radrennfahrer
- Chavarria, Joslyn, Jr. (* 1995), belizischer Radrennfahrer
- Chavarria, Kyle (* 1995), US-amerikanische Schauspielerin
- Chavarría, Luis (* 1970), chilenischer Fußballspieler
- Chavarría, Manuel (* 1951), mexikanischer Fußballspieler
- Chavarria, Orlando (* 1971), belizischer Radrennfahrer
- Chavas, Mylène (* 1998), französische Fußballspielerin
- Chavas, Ulrick (* 1980), französischer Fußballspieler
- Chavasco, Guillermo (* 1991), uruguayischer Fußballspieler
- Chavasse, Christopher (1884–1962), britischer Sportler und anglikanischer Bischof
- Chavasse, Noel (1884–1917), britischer Sportler und Militärarzt
- Chavatipon, Charlotte (* 2002), US-amerikanische Tennisspielerin
- Chavaz, Julien (* 1982), Schweizer Opern- und Theaterregisseur

### Chave
- Chavée, Achille (1906–1969), belgischer Dichter französischer Sprache
- Chavée, Joseph (1884–1957), belgischer Autorennfahrer
- Chavel, Isaac (* 1939), US-amerikanischer Mathematiker
- Chaverra, Yohan (* 1995), kolumbianischer Leichtathlet
- Chaves de Araújo, Waldemar (* 1934), brasilianischer Geistlicher, emeritierter römisch-katholischer Bischof von São João del Rei
- Chaves dos Reis, José Maria (* 1962), brasilianischer Geistlicher, Bischof von Abaetetuba
- Chaves Júnior, José Elias (1926–2006), brasilianischer Ordensgeistlicher und Prälat von Cametá
- Chaves Nogales, Manuel (1897–1944), spanischer Publizist, Journalist und Schriftsteller
- Chaves Pacana, Honesto (1933–2024), philippinischer Geistlicher, römisch-katholischer Bischof von Malaybalay
- Chaves Pinto Filho, Ricardo Pedro (1938–2018), brasilianischer Geistlicher, römisch-katholischer Erzbischof von Pouso Alegre
- Chaves Robles, Rodrigo (* 1961), costa-ricanischer PolitikerRodrigo Chaves Robles (* 1961)

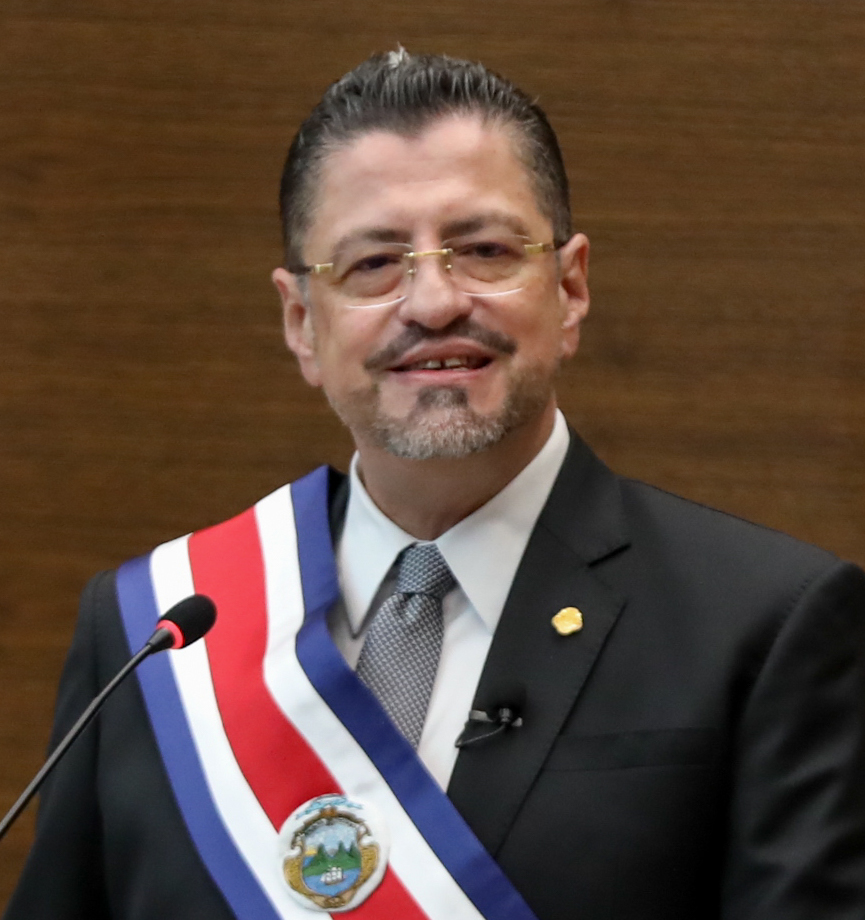
Rodrigo Chaves Robles (* 1961)

- Chaves Samudio, Rodrigo Oswaldo (* 1962), venezolanischer Diplomat
- Chaves, Alexandra (* 2001), kanadische Schauspielerin und Tänzerin
- Chaves, Ana, portugiesische Großgrundbesitzerin in der Kolonie São Tomé und Príncipe
- Chaves, Antonio Martins de († 1447), portugiesischer Geistlicher und Diplomat
- Chaves, Arthur (* 2001), brasilianischer Fußballspieler
- Chaves, Aureliano (1929–2003), brasilianischer Politiker, Vizepräsident
- Chaves, Delfina (* 1996), argentinische Schauspielerin
- Cháves, Diego (* 1986), uruguayischer Fußballspieler
- Chaves, Diego Gabriel (* 1986), argentinischer Boxer
- Chaves, Edvaldo Oliveira (* 1958), brasilianischer Fußballspieler
- Chaves, Esteban (* 1990), kolumbianischer Straßenradrennfahrer
- Chaves, Federico (1882–1978), paraguayischer Politiker
- Chaves, Gabby (* 1993), US-amerikanisch-kolumbianischer Automobilrennfahrer
- Chaves, Henrique (* 1951), portugiesischer Anwalt und Politiker der portugiesischen Sozialdemokraten
- Chaves, Henrique (* 1997), portugiesischer Autorennfahrer
- Chaves, João Bosco de Freitas (* 1974), brasilianischer Fußballspieler
- Chaves, José da Silva (* 1930), brasilianischer Geistlicher, emeritierter römisch-katholischer Bischof von Uruaçu
- Chaves, José Francisco (1833–1904), US-amerikanischer Politiker
- Chaves, Juca (1938–2023), brasilianischer Komiker, Sänger und Schriftsteller
- Chaves, Manuel (* 1945), spanischer Politiker (PSOE), Minister für territoriale Politik
- Chaves, Michael (* 1984), US-amerikanischer Filmregisseur, Drehbuchautor und Spezialeffektekünstler
- Chaves, Orlando (1900–1981), brasilianischer Ordensgeistlicher, römisch-katholischer Erzbischof von Cuiabá
- Chaves, Orlando (1921–1976), guyanischer Gewichtheber
- Chaves, Pedro (* 1965), portugiesischer Automobilrennfahrer
- Chaves, Richard (* 1951), US-amerikanischer SchauspielerRichard Chaves (* 1951)

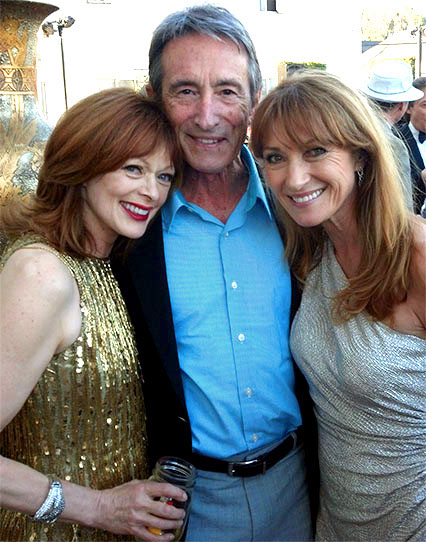
Richard Chaves (* 1951)

- Chaves, Soraia (* 1982), portugiesisches Model und Schauspielerin
- Chavette, Eugène (1827–1902), französischer Schriftsteller
- Chávez Alfaro, Lizandro (1929–2006), nicaraguanischer Schriftsteller
- Chávez Botello, José Luis (* 1941), mexikanischer Geistlicher, emeritierter römisch-katholischer Erzbischof von Antequera, Oaxaca
- Chávez Callirgos, Olinda, peruanische Lehrerin und Dramatikerin
- Chávez Carretero, Rafael (* 1958), mexikanischer Fußballspieler
- Chávez Hernández, Elisabeth (* 1990), spanische Handballspielerin
- Chávez Hernández, Eloy (* 1991), peruanischer Politiker
- Chavez Ixcaquic, Aura Lolita (* 1972), guatemaltekische Lehrerin sowie Frauenrechts-, Umwelt- und Menschenrechts-Aktivistin
- Chávez Joya, Hilario (1928–2010), mexikanischer Geistlicher, Bischof von Nuevo Casas Grandes
- Chávez López, Ignacio, nicaraguanischer Politiker und 1891 Präsident des Landes
- Chávez Morado, José (1909–2002), mexikanischer Künstler
- Chávez Moser, Tania (* 1990), bolivianische Mittel- und Langstreckenläuferin
- Chávez Pareja, Santiago Javier, ecuadorianischer Botschafter
- Chávez Rodríguez, Rafael (* 1952), mexikanischer Fußballspieler
- Chávez Ruvalcaba, Fernando Mario (1932–2021), mexikanischer Geistlicher, römisch-katholischer Bischof von Zacatecas
- Chávez Sánchez, Ignacio (1897–1981), mexikanischer Kardiologe und Rektor der Universidad Nacional Autónoma de México
- Chávez Villanueva, Pascual (* 1947), mexikanischer Ordensgeistlicher, katholischer Theologe, Generaloberer der Salesianer Don Boscos (SDB) von 2002 bis 2014
- Chávez, Adán (* 1953), venezolanischer Politiker
- Chávez, Adrián (* 1962), mexikanischer Fußballtorhüter
- Chávez, Alan (1990–2009), mexikanischer Schauspieler
- Chávez, Arantxa (* 1991), mexikanische Wasserspringerin
- Chávez, Argenis (* 1958), venezolanischer Politiker
- Chávez, Arturo, mexikanischer Fußballspieler
- Chávez, Arturo (* 1990), peruanischer Leichtathlet
- Chávez, Betssy (* 1989), peruanische Anwältin und Politikerin
- Chávez, Carlos (1899–1978), mexikanischer Komponist und Musikpädagoge
- Chávez, César (1927–1993), US-amerikanischer Gründer der Landarbeitergewerkschaft United Farm WorkersCésar Chávez (1927–1993)

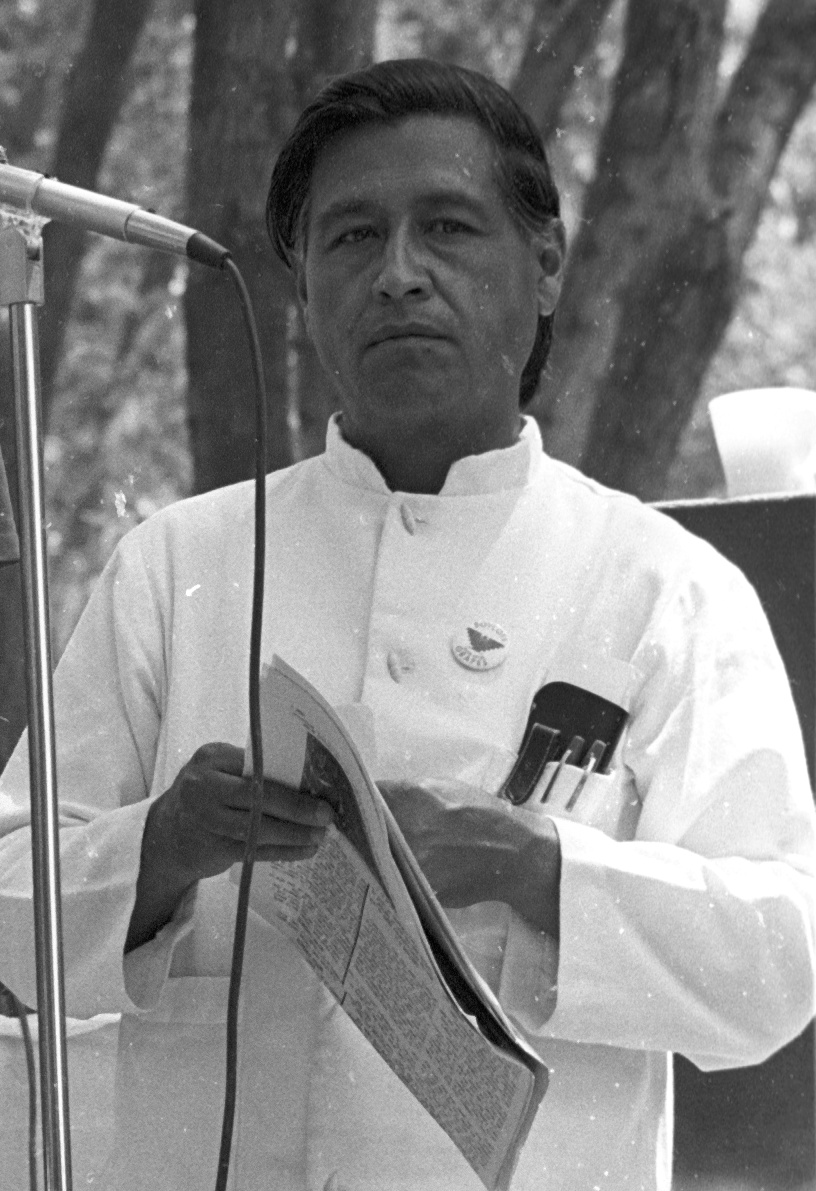
César Chávez (1927–1993)

- Chávez, Coronado (1807–1881), Präsident von Honduras
- Chávez, Cristian Manuel (* 1986), argentinischer Fußballspieler
- Chávez, Dárvin (* 1989), mexikanischer Fußballspieler
- Chavez, Dennis (1888–1962), US-amerikanischer Politiker (Demokratische Partei)
- Chávez, Eliana (* 1997), kolumbianische Sprinterin
- Chavez, Eric (* 1965), philippinischer Boxer
- Chavez, Eric (* 1977), US-amerikanischer Baseballspieler
- Chávez, Érika (* 1990), ecuadorianische Sprinterin
- Chávez, Ezequiel Adeodato (1868–1946), mexikanischer Jurist und Rektor der Universidad Nacional de México
- Chavez, Frankie (* 1980), portugiesischer Rock-, Blues- und Alternative Country-Musiker
- Chávez, Gabriela (* 1989), argentinische Fußballspielerin
- Chávez, Gerardo (1937–2025), peruanischer Maler und Bildhauer
- Chávez, Gilbert Espinosa (1932–2020), US-amerikanischer Geistlicher, römisch-katholischer Weihbischof in San Diego
- Chávez, Hugo (1954–2013), venezolanischer Politiker und StaatspräsidentHugo Chávez (1954–2013)

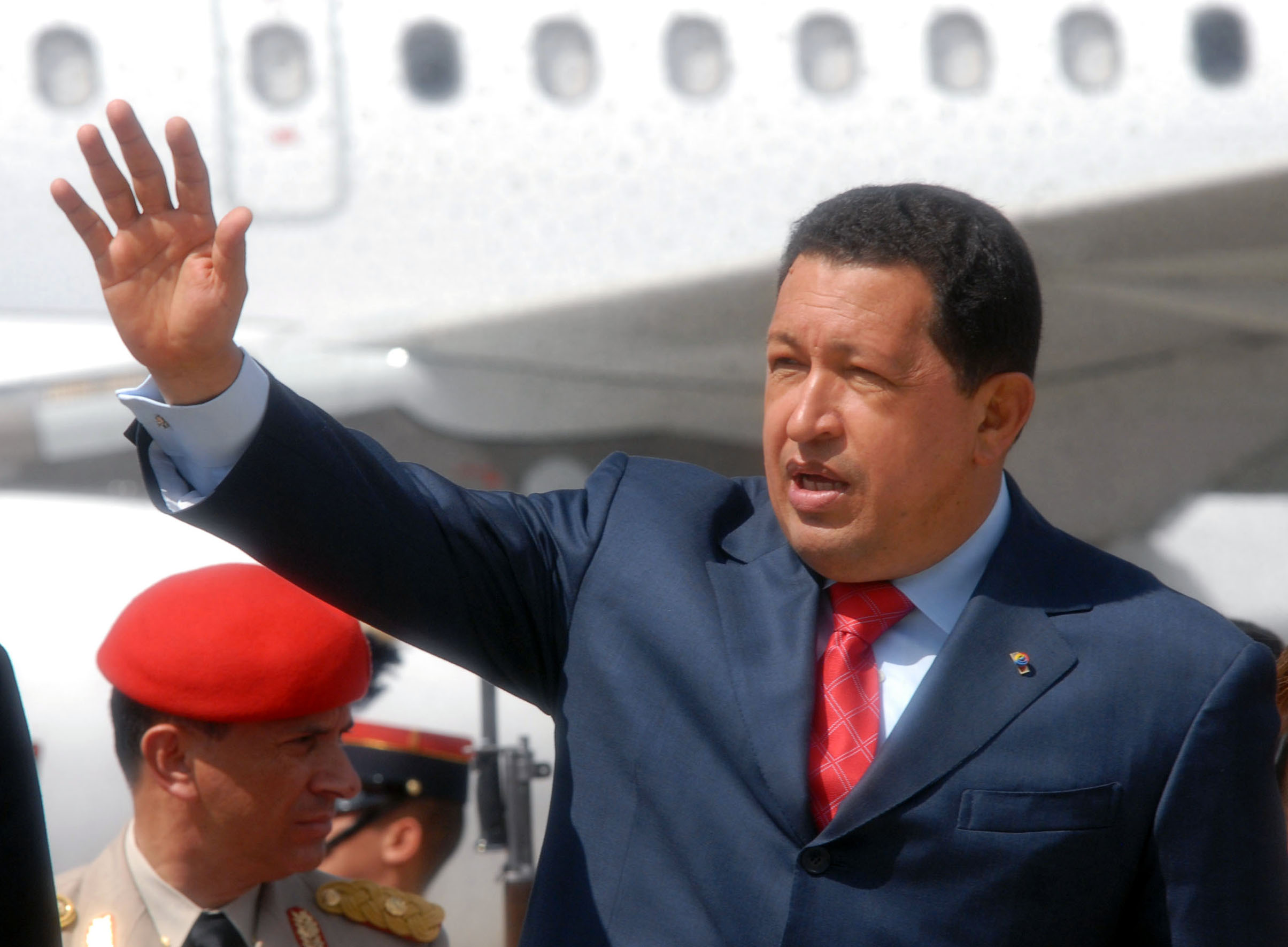
Hugo Chávez (1954–2013)

- Chávez, Hugo de los Reyes (1933–2024), venezolanischer Politiker, Gouverneur von Barinas in Venezuela
- Chávez, Hugo Guillermo (* 1976), mexikanischer Fußballspieler
- Chávez, Ignacio (* 1957), mexikanischer Poolbillardspieler
- Chavez, Jesus (* 1972), mexikanischer Boxer und Normalausleger
- Chávez, Jhoanner (* 2002), ecuadorianischer Fußballspieler
- Chávez, José (1916–1988), mexikanischer Schauspieler
- Chavez, Jose Chavez y (1851–1924), Mitglied eines mexikanisch-amerikanisch-indianischen Stammes
- Chávez, José Melitón (1957–2021), argentinischer Geistlicher, römisch-katholischer Bischof von Concepción
- Chávez, Juan Carlos (* 1967), mexikanischer Fußballspieler und -trainer
- Chávez, Julio César (* 1962), mexikanischer Boxer
- Chávez, Julio César junior (* 1986), mexikanischer BoxerJulio César Chávez junior (* 1986)

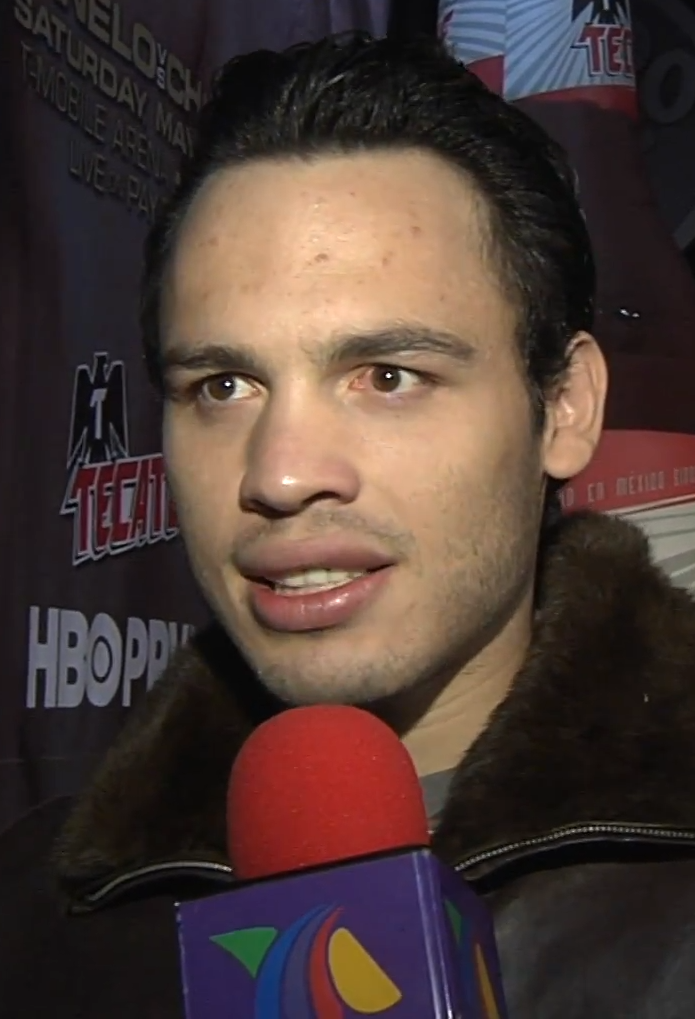
Julio César Chávez junior (* 1986)

- Chavez, Lisseth (* 1989), US-amerikanische Schauspielerin
- Chávez, Luis (* 1996), mexikanischer Fußballspieler
- Chávez, Maricela (* 1962), mexikanische Geherin
- Chávez, Martin J. (* 1952), US-amerikanischer Politiker
- Chávez, Marvin (* 1983), honduranischer Fußballspieler
- Chávez, Mateo (* 2004), mexikanischer Fußballspieler
- Chávez, Mayte (* 1979), mexikanische Fußballschiedsrichterassistentin
- Chavez, Nicholas Alexander (* 1999), amerikanischer Schauspieler
- Chávez, Ñuflo de (1518–1568), spanischer Conquistador
- Chávez, Óscar (1935–2020), mexikanischer Schauspieler und Sänger
- Chávez, Osman (* 1984), honduranischer Fußballspieler
- Chávez, Paulina (* 2002), US-amerikanische Schauspielerin
- Chávez, Paulo César (* 1976), mexikanischer Fußballspieler
- Chávez, Raúl (1939–2010), mexikanischer Fußballspieler
- Chávez, Rubén (1953–2013), mexikanischer Fußballtorhüter
- Chávez, Santos (1934–2001), chilenischer Grafiker und Maler
- Chávez, Susana (1974–2011), mexikanische Schriftstellerin und Menschenrechtlerin
- Chávez, Tibo J. (1912–1991), US-amerikanischer Politiker
- Chávez, Tyler (* 1996), kanadisch-mexikanischer Eishockeyspieler
- Chavez-DeRemer, Lori (* 1968), US-amerikanische Politikerin der Republikanischen Partei
- Chávez-Kreft, Janosch (* 1983), deutscher Regisseur, Fiction-Producer, Drehbuchautor

### Chavi
- Chaviano, Daína (* 1957), kubanische Schriftstellerin
- Chaviano, Flores (* 1946), kubanischer Komponist und Gitarrist
- Chavigny, Jacques de (1880–1963), französischer Ornithologe und Oologe
- Chavigny, Théodore Chevignard de (1687–1771), französischer Diplomat
- Chavira, Ricardo (* 1971), US-amerikanischer SchauspielerRicardo Chavira (* 1971)

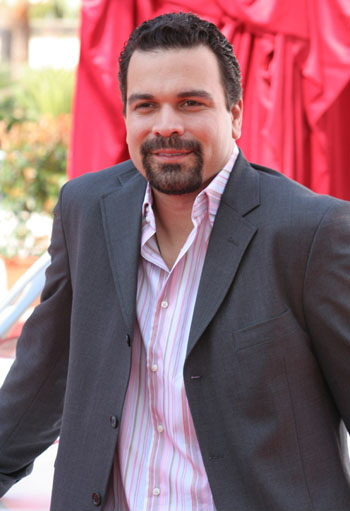
Ricardo Chavira (* 1971)

- Chavis, Boozoo (1930–2001), US-amerikanischer Pionier der Zydeco-Musik

### Chavo
- Chavolla Ramos, Francisco Javier (* 1946), mexikanischer Geistlicher, emeritierter römisch-katholischer Erzbischof von Toluca

### Chavr
- Chavrier, Séverine (* 1974), französische Musikerin, Schauspielerin und Regisseurin